# Aural chorus
Un chorus, o aural chorus, è un fenomeno elettromagnetico naturale che, spesso, si manifesta in concomitanza con le aurore polari. Vengono prodotte onde elettromagnetiche di frequenza molto bassa, ossia onde radio nella banda VLF.
Questo fenomeno sembra essere il risultato di molti whistlers, di breve percorso e durata, che si verificano quasi contemporaneamente.
Il valore delle frequenze dei segnali prodotti è, quindi, come per i whistlers, di alcuni kHz; pertanto, pur trattandosi di onde elettromagnetiche, questi fenomeni si verificano a frequenze audio e possono essere convertiti in audio utilizzando un apposito ricevitore. Il suono ottenuto assomiglia a un coro di uccelli, da cui il nome dato a tale fenomeno.
Un fenomeno molto simile è il dawn chorus che può essere ascoltato, sporadicamente, soprattutto nei periodi di calma del mattino.

## Ascoltare dei chorus
È possibile ascoltare dei chorus:
- da YouTube
- da vlf.it